# جيفرسون كاستيلو
جيفرسون كاستيلو (بالإسبانية: Jefferson Castillo)‏ (10 يونيو 1990 بفالبارايسو في تشيلي - ) هو لاعب كرة قدم تشيلي في مركز الوسط. لعب مع سانتياغو واندررز وكوريكو يونيدو وبويرتو مونت ‏.

## وصلات خارجية
- جيفرسون كاستيلو على موقع قاعدة بيانات كرة القدم.إي يو (الإنجليزية)
- جيفرسون كاستيلو على موقع Soccerway.com (الإنجليزية)
- جيفرسون كاستيلو على موقع AS.com (الإسبانية)